# Lituania en los Juegos Paralímpicos de Lillehammer 1994
Lituania estuvo representada en los Juegos Paralímpicos de Lillehammer 1994 por dos deportistas, un hombre y una mujer. El equipo paralímpico lituano no obtuvo ninguna medalla en estos Juegos.